# Lewin Kłodzki (przystanek kolejowy)
Lewin Kłodzki – przystanek kolejowy, niegdyś stacja kolejowa w Lewinie Kłodzkim, w powiecie kłodzkim, w województwie dolnośląskim, w Polsce.

## Ruch pasażerski
| Rok  | Wymiana pasażerska na dobę |
| ---- | -------------------------- |
| 2017 | 10-19                      |
| 2022 | 20-49                      |

Od 13 grudnia 2020 przystanek na żądanie

## Lokalizacja
Przystanek kolejowy położony na linii kolejowej z Kłodzka do Kudowy Zdroju. Znajduje się na niezelektryfikowanej trasie o znaczeniu lokalnym, w Lewinie Kłodzkim.

## Informacje ogólne
Ruch odbywa się tylko na jednym torze. Na przystanku Lewin Kłodzki nie ma już czynnej kasy, ani poczekalni. Budynek stacyjny został zamieniony w latach 90. XX w. na mieszkania, dzięki czemu nie ulegał degradacji.

## Historia
W latach 1886–1890 rozpoczęto realizację planu budowy Kolei Uzdrowiskowej. Zakończono jednak jego realizacje na Szczytnej. Dopiero 10 lat później wrócono do jej rozbudowy w kierunku Kudowy Zdroju. Linia ta powstała w latach 1902–1905. Oddano ją do eksploatacji 10 lipca 1905 r. Wtedy też powstał budynek stacji w Lewinie Kłodzkim. Składała się ona z drewnianego budynku z kasą, poczekalnią i nastawnią, budynku ekspedycji towarowej i rampy ładunkowej. Przy drodze wjazdowej zlokalizowano ceglaną wieże ciśnień.
Do czasu zakończenia obsługi linii przez parowozy, na tej właśnie stacji odbywało się nawadnianie parowozów, co wynikało z małej wydajności kudowskiego ujęcia wody.
Po II wojnie światowej i przejściu ziemi kłodzkiej pod administrację polską zmieniono nazwę dworca na Gomolec, a następnie Lewin Kłodzki.

## Przypisy

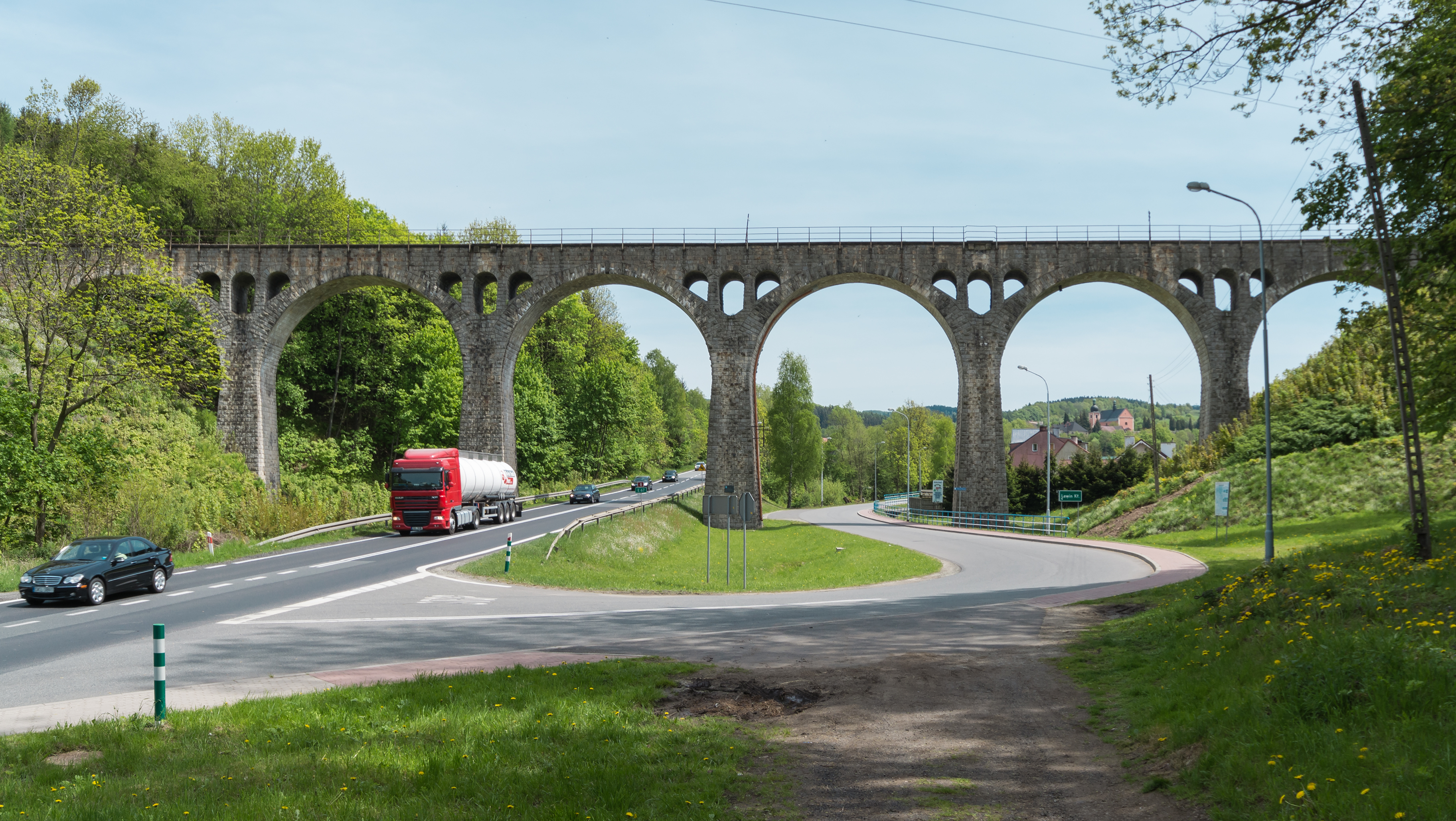
Wiadukt kolejowy w Lewinie Kłodzkim